# Severní slovinština
Severní (pomořanská, pomořská, baltská) slovinština (slovjīnsħi jązěk, slovjīnsħê gådąńê, słowińsczi jãzëk), výjimečně též slovinčtina je mrtvý jazyk z větve západoslovanských jazyků. Používali ji Pomořanští Slovinci. Považuje se velmi často za nářečí kašubštiny, pomořanštiny nebo polštiny. Vymřela s přesuny obyvatelstva po skončení 2. světové války.
Pomořanští Slovinci v polovině 19. století žili v několika vesnicích u Gardna a Lebska (tehdy šlo o pruské území). Studiu severní slovinštiny se významně věnoval ruský vědec Aleksandr Hilferding, který do této oblasti v roce 1856 podnikl expedici a roku 1862 o Pomořanských Slovincích napsal knihu Ostatki Slavjan na južnom beregu Baltijskogo morja. Podle jeho údajů byla tehdy slovinská území přímo spojená s kašubskými. Severní slovinštinu nicméně považoval za samostatný jazyk, nikoli pouze za nářečí kašubštiny. Upozorňoval na to, že slovinština byla silně ovlivněna němčinou (např. složené časy typu jo jem biwôni (já jsem byl; něm. ich bin gewesen) nebo ja mom zabëto (zapomněl jsem, dosl. já mám zapomenuto; něm. ich habe vergessen)).

## Název
Pro tento jazyk existuje také méně frekventované jméno slovinčtina. Tilman Berger ale v roce 2008 vyslovil námitky vůči tomuto názvu, podle něj je tento způsob odlišení od jihoslovanské slovinštiny umělý.

## Příklady

### Číslovky
| Severní slovinština | Česky |
| jånø                | jeden |
| dva                 | dva   |
| třji                | tři   |
| štjiri              | čtyři |
| pjiåc               | pět   |
| šjisc               | šest  |
| šetme               | sedm  |
| vôsmë               | osm   |
| dzjiwjąc            | devět |
| dzjisąc             | deset |